# Campionato francese di rugby a 15 1997-1998
Il Campionato francese di rugby a 15 1997-1998  è stato vinto dallo Stade français di Diego Domínguez che ha battuto in finale il Perpignan conquistando un titolo che mancava dal 1908. Clamoroso che questo avvenga subito appena ritornata in prima divisione.
Da segnalare che Perpignan mancava la finale dal 1977.
La finale si è svolta per la prima volta nel nuovo Stade de France, davanti ad un pubblico di 78.000, record per un match di rugby in Francia.

## Formula
20 squadre divise in due poule di 10. le prime 4 di ogni poule ai play-off mentre le altre retrocedono
Quarti ad andata a ritorno, semifinale e finale in partita unica
Retrocede una squadra sola, in vista dell'allargamento a 24 squadre per la stagione successiva (5 promozioni)

## Fase di qualificazione
Quattro le neopromosse Stade français, RC Nice, Montpellier e La Rochelle.
| Pos | Squadra            | Punti |
| --- | ------------------ | ----- |
| 1   | Stade toulousain   | 46    |
| 2   | US Colomiers       | 43    |
| 3   | RC Narbonne        | 42    |
| 4   | AS Montferrand     | 40    |
| 5   | CA Brive           | 37    |
| 6   | Biarritz olympique | 36    |
| 7   | US Dax             | 34    |
| 8   | AS Béziers         | 32    |
| 9   | Stade rochelais    | 28    |
| 10  | RRC Nice           | 22    |

| Pos | Squadra              | Punti |
| --- | -------------------- | ----- |
| 1   | Stade français Paris | 43    |
| 2   | USA Perpignan        | 43    |
| 3   | CA Bègles-Bordeaux   | 43    |
| 4   | Castres olympique    | 42    |
| 5   | Section paloise      | 39    |
| 6   | CS Bourgoin-Jallieu  | 37    |
| 7   | SU Agen              | 37    |
| 8   | RC Toulon            | 35    |
| 9   | FC Grenoble          | 23    |
| 10  | Montpellier RC       | 18    |

Montpellier RC retrocede in seconda divisione (per minor numero di punti rispetto al RC Nice)

## Quarti di finale
(In grassetto le qualificate alle semifinali)
| QUARTI DI FINALE |   |                |       |       |
| Begle-Bordeaux   | - | Stade français | 31-26 | 18-24 |
| Montferrand      | - | Tolosa         | 19-10 | 9-22  |
| Castres          | - | Perpignan      | 25-19 | 7-42  |
| Narbonne         | - | Colomiers      | 19-19 | 8-8   |

## Semifinali
(In grassetto le qualificate alla finale)
| SEMIFINALI     |   |           |       |
| Stade français | - | Tolosa    | 39-3  |
| Perpignan      | - | Colomiers | 15-12 |

## Finale
| Arbitro: | Joël Dumé |

| |            | |
| Simon, Bolbolo, Mytton Dominici, Gomes | mt         | Perarnau |
| Dominguez 3 | tr         | Arandiga |
| Dominguez | c.p.       | |
| Serge Simon Vincent Moscato Philippe Gimbert David Auradou Hervé Chaffardon Marc Lièvremont Richard Pool-Jones Christophe Juillet Christophe Laussucq Diego Domínguez Emori Bolobolo Cliff Mytton Franck Comba Christophe Dominici Arthur Gomes Sostituti : Grant Ross Sylvain Marconnet Geoffrey Abadie Olivier Roumat Christophe Moni Laurent Pedrosa Ludovic Loustau | Formazioni | Peillard Jacques Lançon Stéphane de Bésombes Jérôme Pradal Mike James Sylvain Deroeux Gérard Majoral Thomas Lièvremont Jacques Basset Laurent Salies Grégory Tutard Mathieu Barrau Didier Plana Alewyn Joubert Gérald Bastide Sostituti : Michel Konieck Pascal Meya Gaël Arandiga Christophe Perarnau Alain Fourny Hervé Laporte Olivier Olibeau |